# Teatro Liberty
El Teatro Liberty fue un teatro de Broadway que funcionó desde 1904 hasta 1933, ubicado en el 236 de la Calle 42 Oeste en Nueva York. Fue construida por el consorcio  Klaw and Erlanger.
Desde 1933 hasta fines de los 80 operó continuamente como una sala de cine. En 1992 la entonces abandonada sala fue comprada por la ciudad de Nueva York junto con otras propiedades como parte del proyecto de renovación New 42nd Street.
En 1996 fue utilizado como escenario para la lectura del poema de T. S. Eliot La tierra baldía por parte de la actriz Fiona Shaw, dirigido por Deborah Warner. The New York Times reseñó el teatro como destruido. La fachada del teatro Liberty fue luego incorporada al museo de Ripley, ¡aunque usted no lo crea! que pertenece al complejo de entretenimiento de las empresas Forest City.
En 2011 se completaron los trabajos de renovación y el antiguo teatro Liberty fue convertido en el restaurante Famous Dave's. El espacio de la sala principal se convirtió en un espacio para alquilar mientras que los ambientes que dan a la calle 42 se mantuvieron como el restaurante Liberty Diner.
De marzo a noviembre del 2015, la obra Speakeasy Dollhouse: Ziegfeld's Midnight Frolic de Cynthia von Buhler se presentó como una obra immersiva en el teatro. La historia investiga la muerte de Olive Thomas, estrella del cine mudo y una de las Ziegfeld Girl. Luego de esta exhibición, el espacio quedó vacío, siendo que el Liberty Diner fue cerrado (y con él el acceso al espacio del auditorio) cuando los operadores perdieron la posesión del inmueble.

## Producciones notables
- 1904: Little Johnny Jones
- 1906: The Clansman
- 1913: Sweethearts
- 1917: Going Up
- 1919: George White's Scandals
- 1919: Hitchy-Koo of 1919
- 1922: Little Nellie Kelly
- 1924: Lady, Be Good!
- 1925: Tip-Toes
- 1928: Blackbirds of 1928, en la que actuaban Bill Robinson y Adelaide Hall.
- 1929: Tiptoe With Me
- 1930: Brown Buddies